# Cerstin Schmidt
Cerstin Schmidt (n. 5 martie 1963, Zwickau, Karl-Marx-Stadt District⁠(d), RDG) este o sportivă ce a reprezentat Germania, medaliată olimpică. A participat la o ediție a Jocurilor Olimpice (1988) în care a câștigat o medalie de bronz.

## Participări
Lista de mai jos prezintă principalele competiții la care a participat Cerstin Schmidt de-a lungul carierei.
- Sanie la Jocurile Olimpice de iarnă din 1988 - Simplu (feminin)[*]